# Padiglione (architettura)

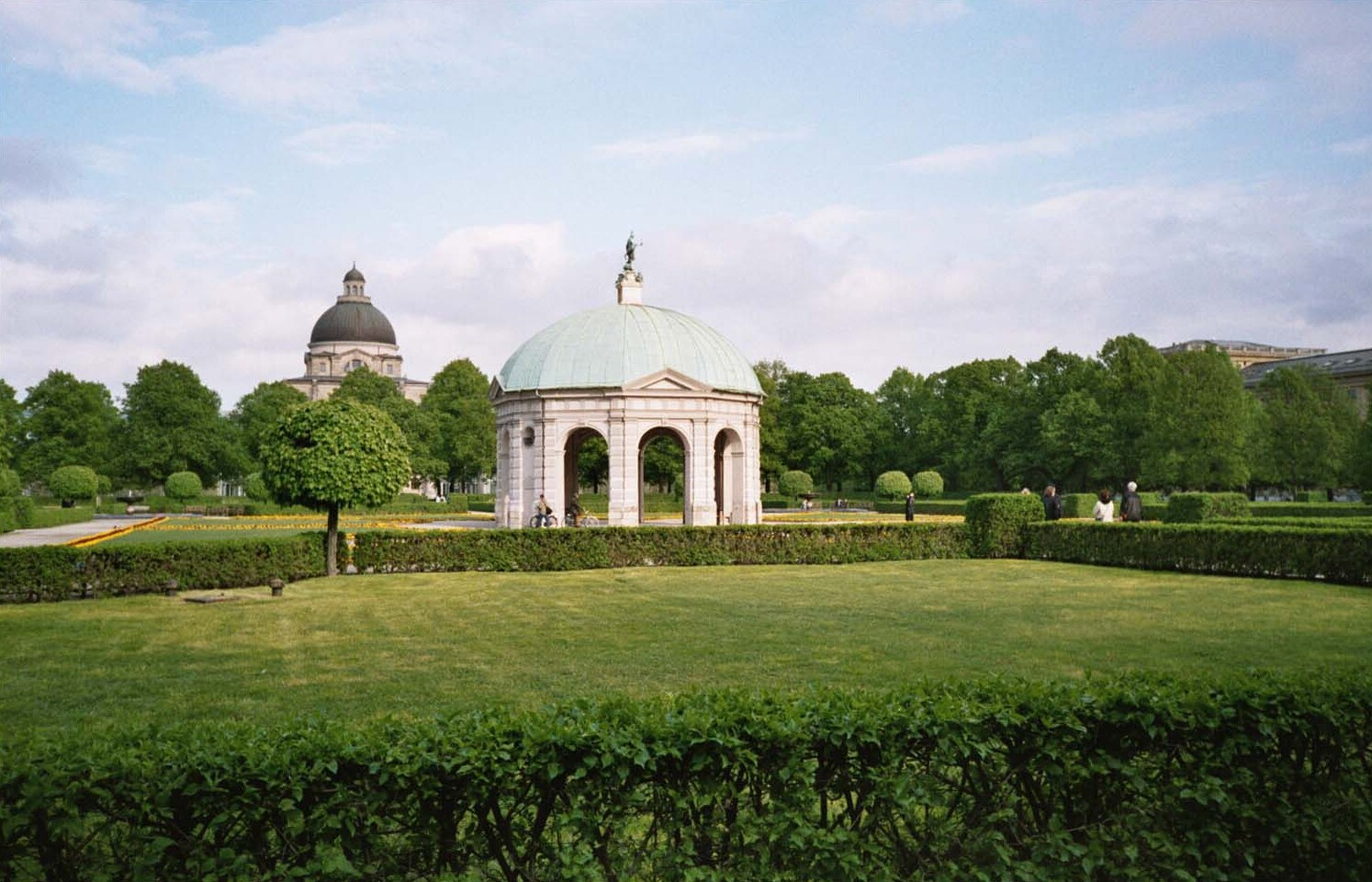
Padiglione a Monaco di Baviera.

Il padiglione è un piccolo edificio, spesso a una sola stanza, situato all'esterno di un edificio principale. Esso è spesso di base circolare, è quindi una rotonda.  Ai giorni nostri invece si intende una costruzione, provvisoria o definitiva, a volte modulare, spesso costruita per formare un complesso di padiglioni utilizzati per esempio in avvenimenti fieristici o mostre.

## Descrizione
Fino alla metà del XX secolo, la struttura a padiglioni era solitamente utilizzata anche per la costruzione di ospedali, fino a quando poi si è optato per la soluzione strutturale a monoblocco.
Viene denominato padiglione anche uno spazio coperto di un complesso edilizio non direttamente collegato alla struttura principale, ma che può condividere con essa spazi comuni.